# Tanzanie
République unie de Tanzanie
(ex-Tanganyika)
(sw) Jamhuri ya Muungano ya Tanzanie 
(en) United Republic of Tanzania 
La Tanzanie, en forme longue la république unie de Tanzanie (en swahili : Tanzania /tanzaˈni.a/ et Jamhuri ya Muungano wa Tanzania ; en anglais : Tanzania et United Republic of Tanzania), est un pays d'Afrique de l'Est situé en bordure de l'océan Indien, dans la partie tropicale de l'hémisphère sud.
Elle est entourée au nord par le Kenya et l'Ouganda, à l'ouest par le Rwanda, le Burundi et la république démocratique du Congo, au sud-ouest par la Zambie et le Malawi et au sud par le Mozambique.
Le pays couvre 945 087 km2 et compte 62,09 millions d'habitants en 2021, essentiellement bantous. Sa capitale est Dodoma, située dans l'intérieur des terres, mais le principal pôle économique est l'ancienne capitale Dar es Salam, située sur la côte. Les langues officielles sont le swahili et l'anglais, l'arabe est aussi parlé dans les îles de Zanzibar et Pemba.
La Tanzanie actuelle est née de l'union du Tanganyika et de Zanzibar le 26 avril 1964, peu de temps après leur indépendance respective vis-à-vis du Royaume-Uni. Le pays est membre du Commonwealth depuis fin 1961 et des Nations unies depuis le 14 décembre 1961[réf. nécessaire]. En 1977, le Chama cha Mapinduzi (CCM) est fondé comme parti unique. Bien que le multipartisme soit instauré en 1992, le CCM reste le parti dominant.

## Étymologie
Le mot « Tanzania » est un mot-valise créé à partir de la première syllabe de « Tanganyika » et de la première syllabe de « Zanzibar », les noms des deux pays qui ont fusionné pour former l'État actuel, et du suffixe « -ia », classique pour les noms de pays anglais.

## Histoire
La Tanzanie a été longuement colonisée par le sultanat d'Oman qui s'y fournissait en esclaves.

### Indépendance et création de la Tanzanie
En 1953, Julius Nyerere, un enseignant né en 1922, passé par l'université de Makerere en Ouganda puis Édimbourg au début des années 1950 pour terminer ses études, prend à 31 ans la tête de la TAA (Tanganyika African Association), qu’il transforme rapidement en un véritable parti politique – l'Union nationale africaine du Tanganyika (TANU) – qui prône l’indépendance. Celle-ci est accordée par le Royaume-Uni le 9 décembre 1961, sans aucune violence. Julius Nyerere est un court temps Premier ministre, puis à la suite des élections de décembre 1962, devient le premier président de la république du Tanganyika.
L’indépendance de Zanzibar et Pemba est obtenue le 10 décembre 1963. Le nouvel État commence par être contrôlé par les partis initiés par les Britanniques (une coalition du ZNP et de petits partis de Pemba). Mais, à peine un mois plus tard, en janvier 1964, les tensions communautaires qui couvent depuis des années se libèrent et le parti ASP (Parti Afro-Shirazi), étant écarté depuis longtemps du pouvoir alors qu’il est majoritaire dans les urnes, déclenche une révolution. Celle-ci fait de nombreuses victimes dans les rangs des communautés arabes et indiennes. On estime à environ 10 000 le nombre de personnes qui furent massacrées dans la nuit du 11 au 12 janvier 1964 à Zanzibar. À la suite de ce renversement, Sheikh Abeid Karume, chef de l’ASP, devient président de la république de Zanzibar.
Le 26 avril 1964, le Tanganyika et Zanzibar fusionnent pour former la république unie de Tanzanie. Nyerere devient le président de  et État nouvellement créé, tandis qu'Abeid Karume, restant président de Zanzibar, devient le vice-président de la Tanzanie. Dans les faits, même si l’union est bien célébrée avec le reste du pays, Zanzibar a conservé jusqu'à aujourd’hui une large autonomie. En pratique, c’est le gouvernement central tanzanien qui s’occupe des domaines « nationaux » de la politique à Zanzibar : défense, intérieur, affaires étrangères, tandis que le gouvernement local zanzibarite traite des sujets comme l’éducation ou l’économie.

### Le régime de Nyerere: 1964-1985

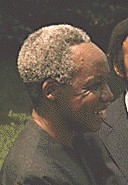
Julius Nyerere, le 4 août 1977.

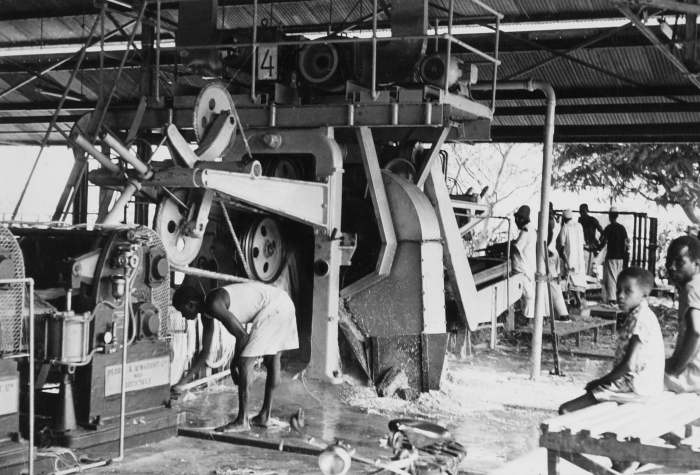
Un décortiqueur pèle la couche externe de tiges de la plante pour un traitement ultérieur des fibres. 1964, Tropenmuseum.

Soucieux d’accélérer l’émancipation des Africains par rapport au monde occidental, inspiré des expériences communistes en Chine, Nyerere s’engage résolument dans une politique socialiste. En février 1967, lors de la déclaration d'Arusha, il définit les principes et doctrines qu’il souhaite voir suivre par le pays. Selon l’idéal de Nyerere, le socialisme africain doit conduire à la création d’une société égalitaire, juste, solidaire, qui trouve dans ses propres ressources les moyens de son autosuffisance. L’éducation est la priorité numéro un. Il faut dire qu’il y a urgence dans ce domaine : la Tanzanie ne produit à cette époque que 120 diplômés par an.
Les premières mesures concrètes d’application de cette politique ne tardent pas à arriver. Les principales industries et sociétés de services sont nationalisées, les impôts augmentés pour une plus grande répartition des richesses et les discriminations raciales abolies. C’est sur le plan de l’agriculture, principal secteur économique du pays, que les changements sont les plus forts. Appelées Ujamaas, c’est-à-dire cofraternités, des communautés villageoises sont organisées sur des principes collectivistes. Des incitations financières encouragent la formation de coopératives. En octobre 1969, Bibi Titi Mohammed et l'ex-ministre Michael Kamaliza sont arrêtés avec quatre officiers de l'armée. Ils sont accusés d'avoir fomenté un coup d'État. À Zanzibar, l’Afro-Shirazi Party mène une politique autoritaire, à tendance ouvertement révolutionnaire. Les propriétés arabes et indiennes sont nationalisées. Quelques désaccords apparaissent même entre Nyerere et Karume, ce dernier voulant se rapprocher davantage du monde communiste que le président tanzanien qui cherche, lui, à ménager au maximum les relations avec les Occidentaux. En 1972, Karume est assassiné par des opposants au régime. Des obsèques nationales lui sont rendues, en présence de Julius Nyerere.
En politique extérieure, la Tanzanie donne son appui à la guérilla lumumbiste au Congo et l'OUA établit son siège à Dar es Salaam et plusieurs mouvements révolutionnaires ont une représentation dans le pays (l'ANC, la ZANU, la SWAPO, le MPLA et le FRELIMO). Parallèlement, les relations se détériorent avec les pays occidentaux ; en 1965 la Tanzanie rompt ses relations avec le Royaume-Uni et expulse hors du pays les troupes britanniques en réaction au soutien de Londres à un régime ségrégationniste en Rhodésie, tandis que l’Allemagne de l'Ouest rompt ses propres relations avec la Tanzanie à la suite de l'ouverture dans le pays d'une ambassade de l’Allemagne de l'Est. Les aides économiques qui étaient accordées par certains pays occidentaux sont coupées. D'autre part, les forces coloniales portugaises bombardent le Sud du pays pour couper les voies d’approvisionnement du FRELIMO mozambicain, soutenu par le gouvernement de Julius Nyerere.
Pendant ces années, la Tanzanie reçoit l’aide de la Chine, bien qu'étant elle-même en voie de développement. C’est avec un soutien chinois que la ligne de chemin de fer TAZARA de Dar-es-Salaam à la Zambie est construite en 1975. C’est aussi sur le modèle des communes chinoises que sont créés 800 villages collectifs, regroupant des populations d’origines ethniques et tribales différentes, et déplacées de force en camion. On estime qu’en quatre ans, de 1973 à 1976, 9 millions de personnes sont ainsi déplacées. Une telle politique a pour effet de casser brutalement les repères humains et communautaires des individus et porte gravement atteinte aux droits humains fondamentaux.
Ces politiques dirigistes et utopiques apportent de moins en moins les résultats escomptés. Le premier choc pétrolier de 1973 assombrit fortement les perspectives économiques du pays. Les productions manufacturière et agricole régressent, la planification de l’économie par l’administration est inefficace. Sur le plan politique, les partis TANU de Nyerere et l’ASP se rapprochent et fusionnent en 1977 pour former le Chama cha Mapinduzi (CCM), c’est-à-dire le parti de la Révolution. Malgré les difficultés économiques, le pays est en paix et reçoit de nombreux réfugiés venus des pays voisins en guerre ou fuyant le régime d'Idi Amin Dada en Ouganda. Nyerere refuse que la politique d'africanisation de l’administration ne favorise que les seuls Tanzaniens et autorise l'accès aux emplois publics aux étrangers. Beaucoup obtiennent également la nationalité tanzanienne, y compris des réfugiés blancs.
Les relations de la Tanzanie avec ses voisins africains, en particulier ceux du nord, Ouganda et Kenya, se détériorent au fil des années. Les intentions étaient pourtant bonnes puisque ces trois pays ont formé en 1967 l'East Africain Community (Communauté d'Afrique de l'Est) dans le but de constituer à terme un marché économique commun. Les premières coopérations visent notamment à uniformiser la politique des changes et de contrôle des devises. Mais le Kenya, proche des pays occidentaux, s’éloigne de plus en plus de la Tanzanie soutenue par les communistes chinois, et la frontière entre ces deux pays est même fermée de 1977 à 1983. En Ouganda, le dirigeant Idi Amin Dada, qui nourrit des ambitions d’expansions territoriales, reproche à son voisin tanzanien d’héberger des opposants à son régime. L’Ouganda attaque la Tanzanie à la fin de l’année 1978, et envahit les environs du lac Victoria. Les Tanzaniens, avec l’aide du matériel militaire chinois, parviennent, au bout de plusieurs mois d’efforts et au prix de lourdes pertes humaines, à reprendre les territoires perdus et occupent même l’Ouganda pendant presque deux ans, renversant le régime d'Idi Amin Dada.
La guerre a coûté cher, environ 500 millions de dollars, et au début des années 1980, sans réelle industrie, avec un secteur agricole improductif, la Tanzanie est l’un des pays les plus pauvres de la planète. Nyerere commence à modifier progressivement sa politique dirigiste menée depuis le milieu des années 1960. Avec l’intervention de plus en plus grande de la Banque mondiale et du FMI, les incitations financières à la production collectiviste sont en partie réorientées vers un investissement pour les grandes fermes de l’État et pour les infrastructures routières. En 1984, la possibilité d’une propriété privée des moyens de production apparaît et la société est, très progressivement, libéralisée.

### Depuis 1985
En 1985, Nyerere, le mwalimu (l’instituteur), choisit de se retirer de la politique, après avoir conservé le pouvoir pendant 24 années. C’est Ali Hassan Mwinyi, alors président depuis 1980 de l’archipel de Zanzibar, qui prend sa succession. Malgré l'échec de sa politique de développement économique, Nyerere conserva jusqu’à sa mort en 1999 l’estime de beaucoup de Tanzaniens et d’une partie de la communauté internationale. On lui reconnaît en effet le mérite d’avoir posé les bases d’un État démocratique pluriethnique.
Ali Hassan Mwinyi accélère l’ouverture et la libéralisation progressive du pays. En 1992, il autorise le multipartisme. En 1995, les premières élections multipartites ont lieu, même si elles sont entachées de sérieux doutes sur leur régularité. Elles voient la victoire de Benjamin William Mkapa, un des disciples de Nyerere, qui est réélu en 2000. Mkapa doit faire face à de nombreuses difficultés qui grèvent le décollage tant espéré du pays : crise économique, épidémie du SIDA ou encore afflux de réfugiés qui fuient les guerres du Burundi.
À Zanzibar, des velléités indépendantistes émergent parfois, mais jusqu’à présent, l’Union tanzanienne est préservée.
En 1998, des attentats visent les ambassades américaines de Dar es-Salaam et de Nairobi au Kenya : on compte plus de 224 morts et 4 000 blessés.
Après les élections de décembre 2005, Jakaya Kikwete devient le nouveau président de la République, le quatrième depuis la création de la Tanzanie. Il effectue les deux mandats que lui permettent la constitution. Le parti au pouvoir, le Chama cha Mapinduzi, choisit ensuite John Magufuli comme candidat à la succession pour les présidentielles de 2015. John Magufuli l'emporte et devient ainsi le cinquième président de la république de Tanzanie. Celui-ci acquiert une popularité, notamment grâce à sa lutte contre le gaspillage de l'argent public et contre la corruption, mais fait preuve également de dérives autoritaires, contre ses opposants, contre les libertés individuelles, contre la presse, etc.. Il est réélu pour un second mandat en octobre 2020. Il meurt en fonction en mars 2021 et sa vice-présidente Samia Suluhu lui succède.

## Géographie

Carte de la Tanzanie.

La Tanzanie est un pays de l'hémisphère sud situé en Afrique de l'Est. Ses frontières naturelles sont formées par l'océan Indien à l'est, le Kilimandjaro et le lac Victoria au nord, la rivière Kagera au nord-ouest, le lac Tanganyika à l'ouest, le Malawi au sud-ouest et le fleuve Ruvuma au sud. Il a des frontières terrestres avec le Kenya et l'Ouganda au nord, le Rwanda et le Burundi au nord-ouest, la république démocratique du Congo à l'ouest, la Zambie et le Malawi au sud-ouest et le Mozambique au sud.
Le pays est traversé par la vallée du Grand Rift qui parcourt la partie occidentale du pays du nord au sud et dans laquelle se logent quelques-uns des grands lacs africains : lac Malawi, lac Rukwa, lac Tanganyika, lac Victoria, lac Eyasi, lac Manyara, lac Natron, etc. Le centre du pays est constitué d'un plateau drainé par des rivières et des fleuves qui se jettent dans l'océan Indien. La façade maritime du pays est formée d'une plaine côtière qui fait face à l'archipel de Zanzibar formé de trois principales îles : Unguja, Pemba et Mafia.
La Tanzanie comporte plusieurs volcans dont un seul, l'Ol Doinyo Lengaï, est encore actif et un autre constitue le point culminant du continent africain, le Kilimandjaro, avec 5 892 mètres d'altitude.
On y trouve de nombreux parcs naturels tels que l'énorme terrain du Serengeti, le Tarangire, le lac Manyara ou le cratère du N'Gorongoro, où on peut apercevoir lions, éléphants, rhinocéros, guépards, léopards, hyènes, chacals, girafes, hippopotames, crocodiles, etc. Ces aires protégées sont cependant victimes du braconnage, qui vise essentiellement les éléphants.
Depuis 2016, les autorités ont intensifié leurs efforts en matière de protection des espèces menacées. Les populations d’éléphants et de rhinocéros sont depuis en augmentation.

## Organisation politique et administrative

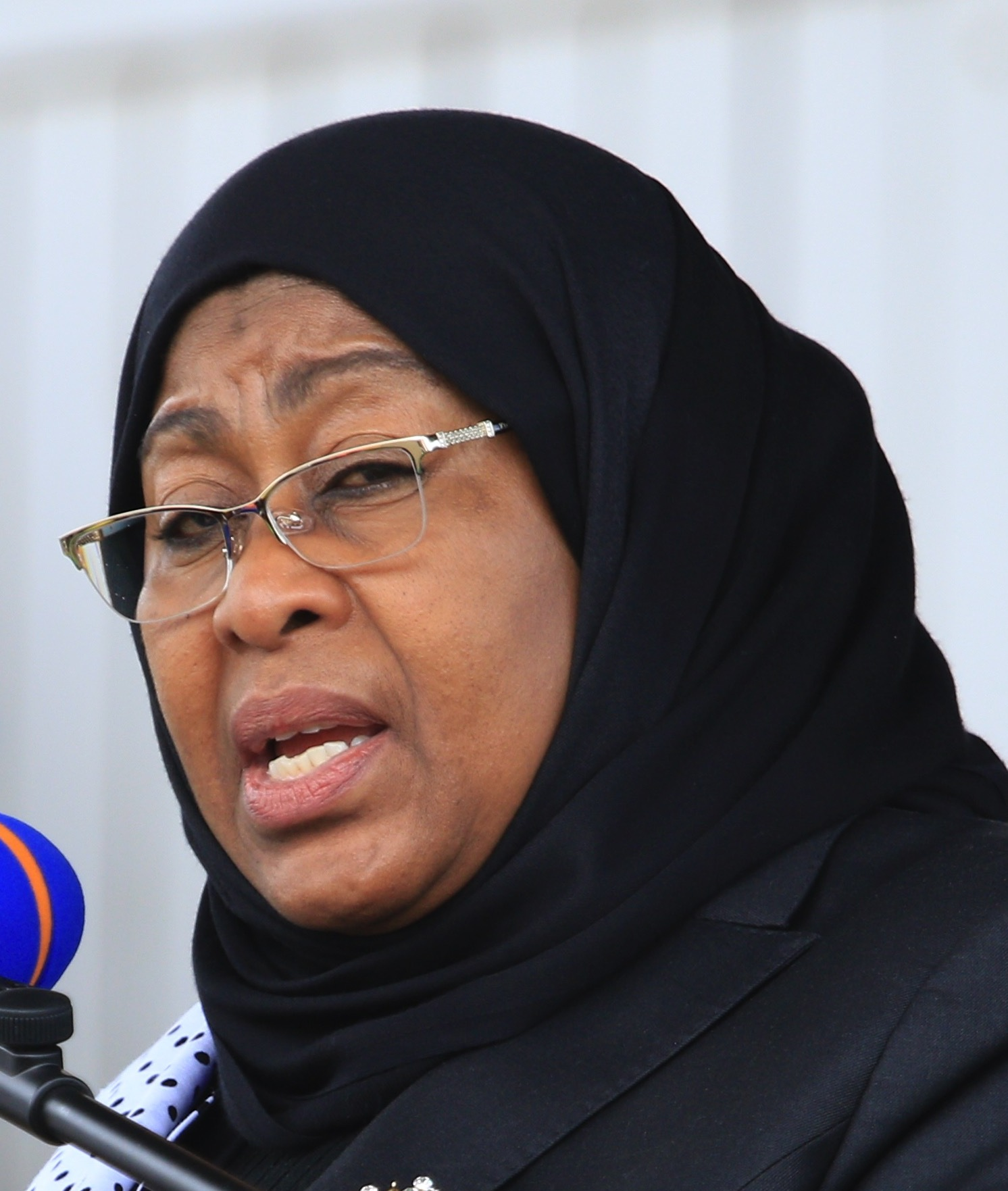
Samia Suluhu, 6e présidente de la République unie de Tanzanie.

La Tanzanie est une république fédérale multipartite présidentielle née le 26 avril 1964 de la fusion du Tanganyika et de Zanzibar qui avaient accédé à l'indépendance respectivement le 9 décembre 1961 et le 10 décembre 1963 après les colonisations allemande puis britannique. Le nom de Tanzanie est formé du Tan de Tanganyika et du zan de Zanzibar.
La constitution actuelle, adoptée le 27 octobre 1977, a été révisée en octobre 1984.
Le président de la république, qui est aussi le chef de l'État, est élu au suffrage universel direct pour un mandat de cinq ans. Celui-ci nomme le Premier ministre, qui représente le gouvernement devant le Parlement, et les ministres parmi les membres du Parlement ou parmi dix personnes non élues.
L'Assemblée nationale, le parlement monocaméral, compte 274 sièges, adopte les lois s'appliquant à la totalité de la République ou uniquement aux 21 régions continentales (île de Mafia comprise), les cinq régions formant le Gouvernement révolutionnaire de Zanzibar pouvant adopter certaines lois spécifiques car disposant de son propre Parlement. Les parlementaires sont élus au suffrage universel direct pour un mandat de cinq ans.
Le pouvoir judiciaire est sensiblement plus compliqué car disposant de cinq niveaux combinant les institutions tribales, islamiques et de la Common law : tribunaux de première instance, tribunaux de districts, Cour magistrale, Haute Cour et enfin Cour d’Appel.
La récente création de la Tanzanie par l'union de deux pays tend constamment à le déstabiliser mais la démocratie est préservée grâce à l'héritage de son premier président, le charismatique Julius Nyerere, qui est resté trente ans au pouvoir sans installer de régime autoritaire ou dictatorial. Cette stabilité a permis par exemple l'installation du Tribunal pénal international pour le Rwanda à Arusha, chargé de juger les criminels de guerre lors du génocide rwandais de 1994.

### Subdivisions
La Tanzanie est divisée en 26 régions (21 dites continentales et 5 dites insulaires formant le Gouvernement révolutionnaire de Zanzibar), elles-mêmes divisées en 127 districts aussi appelés wilaya.

## Forces armées
Fondées en 1964, les forces de défense tanzaniennes ont un total de 27 000 membres actifs sous ses drapeaux. Leur budget est de 19,68 millions de dollars, soit 0,2 % du PNB en 2005.

## Économie de la  Tanzanie

Évolution du PIB réel par habitant.

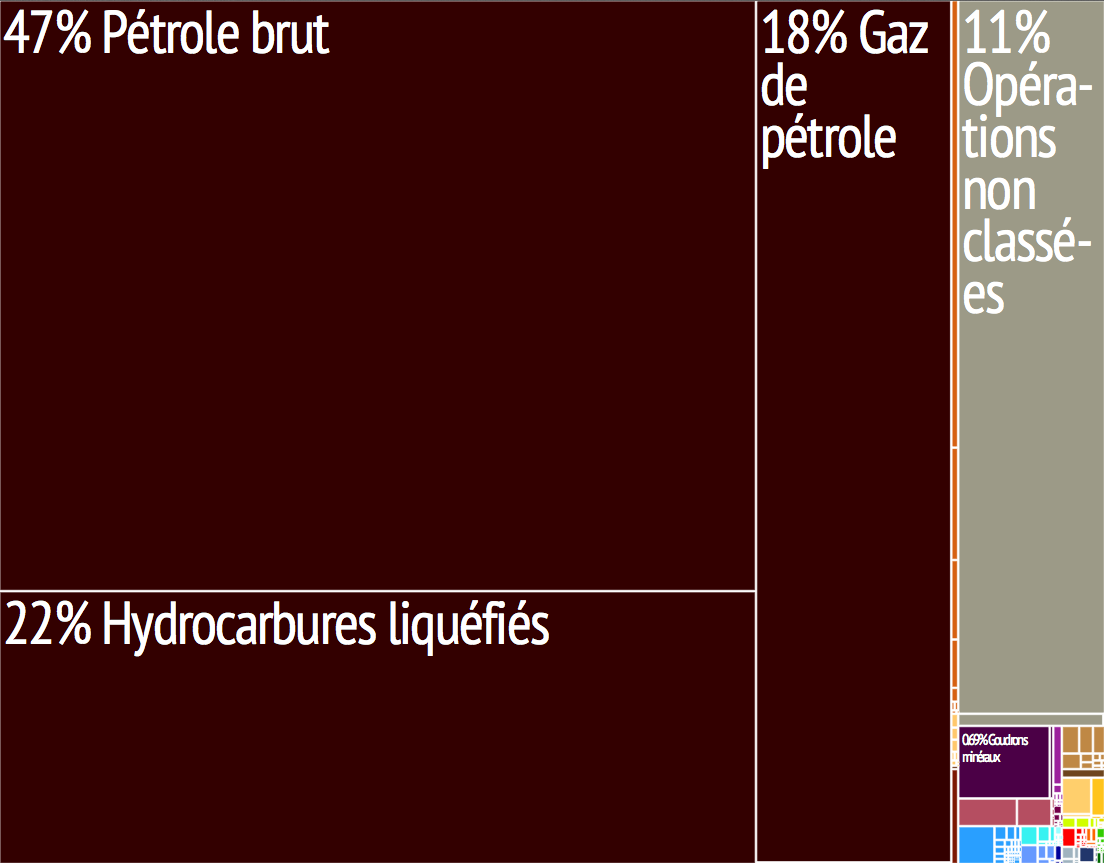
Représentation graphique des exportations de la Tanzanie dans 28 catégories de couleurs.

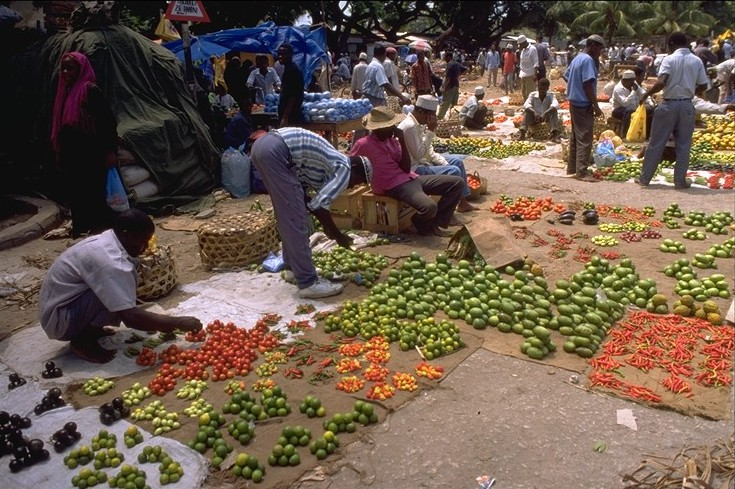
Marché alimentaire à Stone Town, Zanzibar.

L'économie de la Tanzanie est, à bien des égards, typique d'un pays en développement. Essentiellement axée sur l'agriculture et l'industrie minière, elle dispose d'une base industrielle quasi inexistante et peu compétitive. En 2009, l'agriculture représentait ainsi
plus de 25 % du PNB, plus de 30 % des exportations et 70 % des emplois. Le tourisme y constitue une source appréciable et croissante de devises. En 2024, la Tanzanie est classée en 120e position pour l'indice mondial de l'innovation.
Mais le pays est également très différent de la plupart des pays africains, avec une présence marchande arabe et perse sur ses côtes, commerce datant des premiers siècles de l'ère commune, et une ville, Zanzibar, qui pendant plusieurs centaines d'années domina l'économie de toute la région. Plaque tournante du commerce d'or, d'ivoire et d'esclaves, à l'interface des mondes africain, arabe et indien, son arrière-pays s'étend jusqu'à l'Afrique des Grands Lacs, à près de 1 000 km de distance. L'arrivée des Européens dans le sillage de Vasco de Gama au XVe siècle ne remet pas tout de suite cette domination en question, ceux-ci offrant même de nouveaux marchés pour une denrée locale appréciée, le clou de girofle. Le pays est au palmarès des huit premiers producteurs de coton d'Afrique de l'est, du sud et du nord au milieu des années 2010. C'est surtout le cinquième au palmarès des producteurs africains de thé au début de la décennie 2010, où le Kenya occupe la première place.

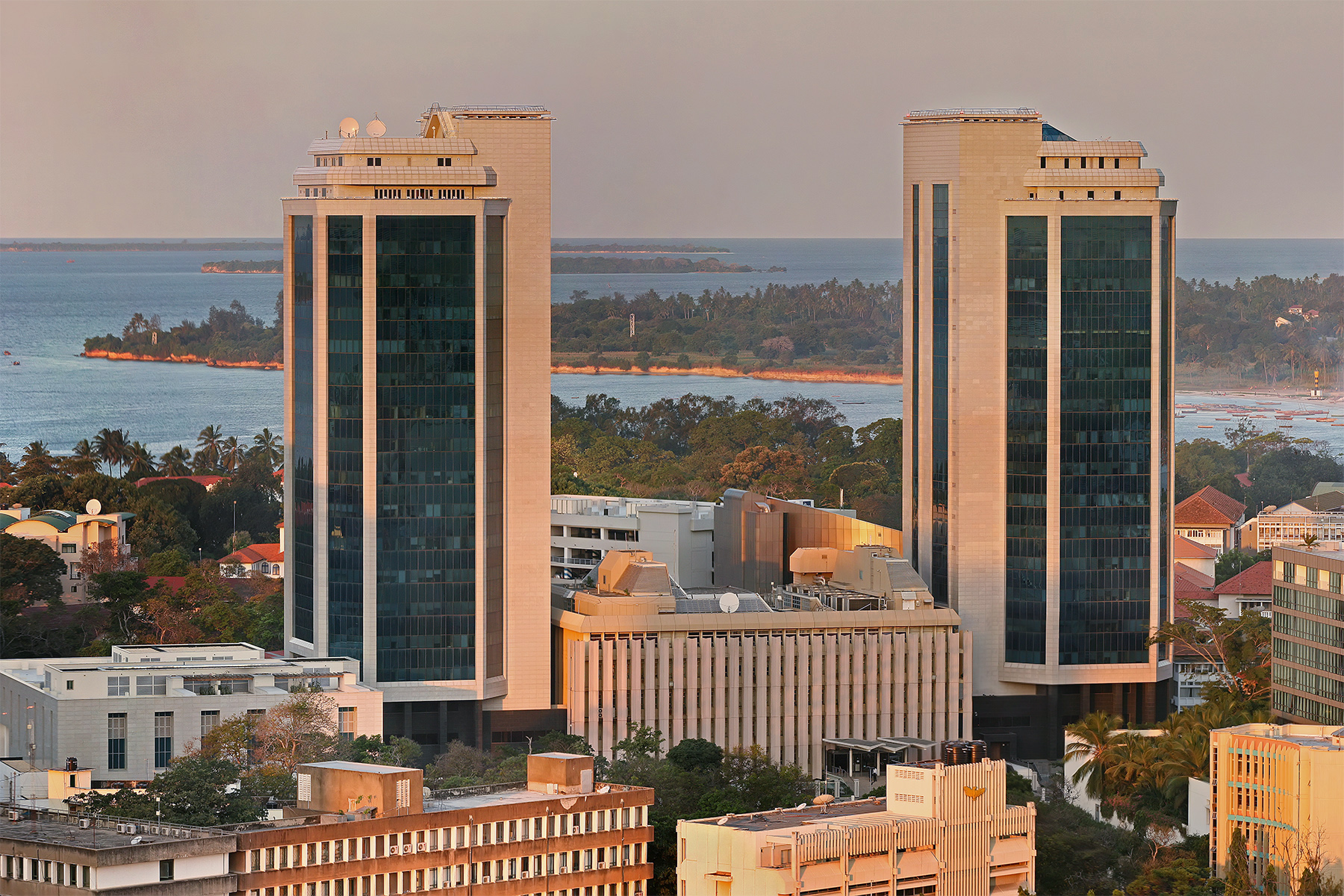
Banque de Tanzanie à Dar es Salam.

L'installation progressive des empires coloniaux allemand puis britannique relègue cependant la région hors des grands axes de développement. L'accession à l'indépendance, au début des années 1960, voit la jeune république unie du Tanganyka et de Zanzibar (son nom d'origine) se tourner vers un « socialisme africain » d'inspiration maoïste qui se révèle rapidement être un échec : plutôt que de décoller et se moderniser, l'économie du pays s'effondre. La remise en question qui s'ensuit, à partir du milieu des années 1980, conduit progressivement le pays à revenir sur la scène économique régionale. La libéralisation franche opérée dans les premières années du XXIe siècle, couplée à des efforts de gouvernance, permet l'arrivée massive d'investisseurs étrangers dans tous les secteurs de l'économie. Pour la première fois de sa jeune histoire, ce pays chroniquement sous-développé semble toucher les premiers dividendes de ses efforts. Le potentiel touristique de la Tanzanie, avec son littoral composé de superbes plages sur l'océan Indien, la région nord qui comprend le Kilimandjaro, le cratère de Ngorongoro et les plus grandes réserves animales d'Afrique, la présence de la plupart des grands lacs du continent et sa stabilité politique, est également très important et continue à se développer.

## Infrastructures

### Transports

Les axes de transport tanzaniens. Source : OCDE.

Les transports tanzaniens s'effectuent principalement par la route, avec un complément par le rail. Le réseau routier est cependant mauvais, et peu nombreuses encore sont les voies goudronnées : la saison des pluies rend nombre de pistes impraticables pendant des jours, voire des semaines, et le seul lien entre la côte et le lac Tanganyika durant cette période est ferroviaire. Le transport aérien est hors de portée pour l'immense majorité de la population. Il sert essentiellement le tourisme pour ce qui est des connexions internationales, et s'appuie sur un plus grand nombre de pistes de terre pour le trafic régional.

#### Routes

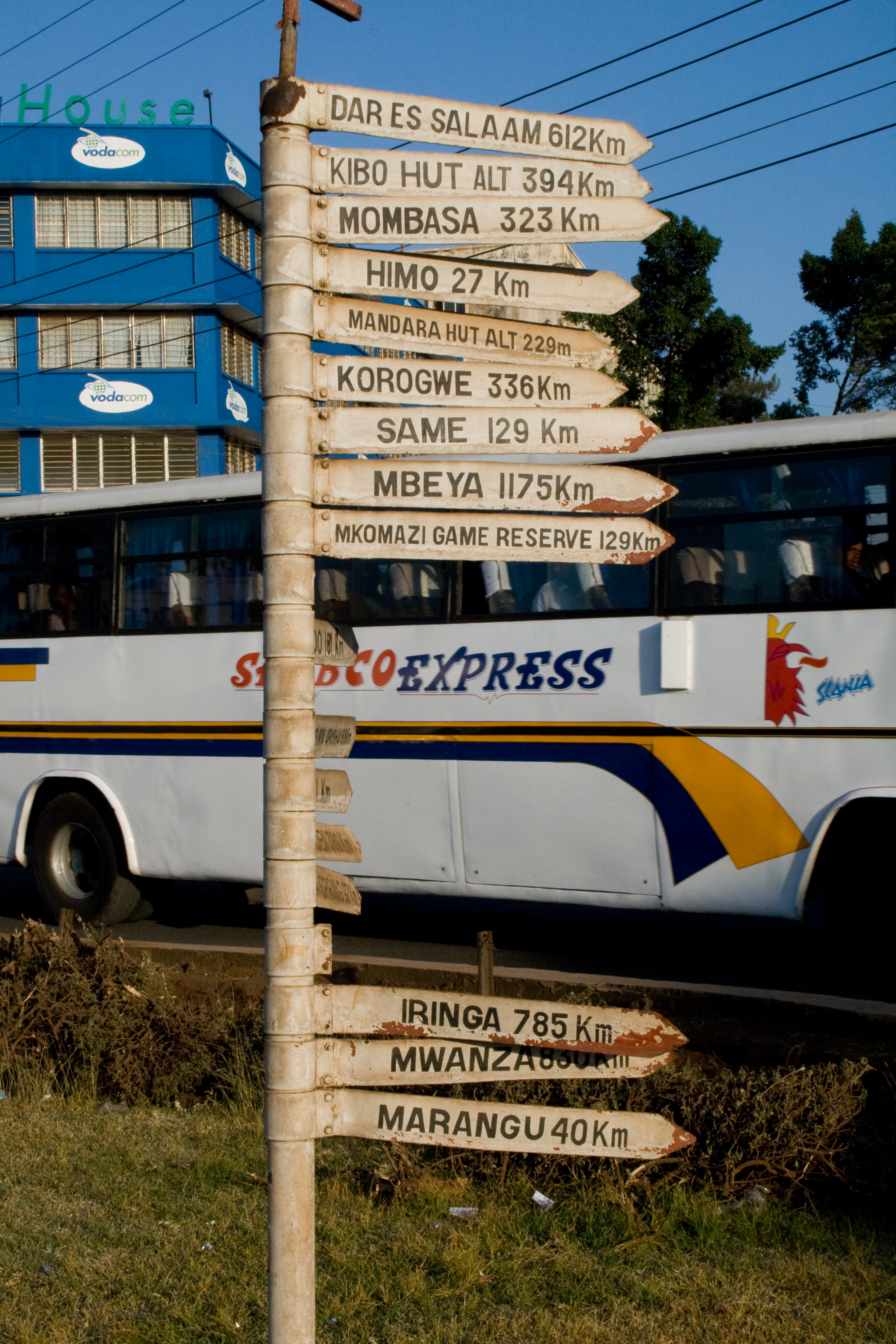
Carrefour à Moshi.

La plupart des routes tanzaniennes revêtues se situent dans l'Est et le Sud-Ouest du pays. Dans le reste du pays, des pistes (parfois en gravier) constituent l'essentiel d'un réseau où l'on peut occasionnellement trouver des sections goudronnées mais isolées.
L'autoroute Le Caire-Le Cap (en) (autoroute no 4 sur le réseau des routes transafricaines) pénètre en Tanzanie depuis le Kenya par la localité frontalière de Tunduma et traverse Arusha, Dodoma, Iringa et Mbeya avant de poursuivre vers la Zambie. Une importante section entre le Parc national de Tarangire et Iringa n'est pas goudronnée, et peut devenir difficile en cas de pluies abondantes. Il s'agit d'un des axes de développement majeur des transports routiers dans le proche avenir, au risque sinon d'étrangler ou freiner l'importante croissance des dernières années.

#### Rail
Avec 3 700 km de voies ferrées réparties sur quatre corridors principaux, la Tanzanie est, comparativement à certains autres pays africains, bien desservie. Conséquence indirecte d'un climat qui peut être cruel avec les routes, c'est le rail qui a longtemps été privilégié pour relier la côte à l'intérieur du pays. Seul le sud-est du pays ne dispose pas de réseau ferré, et les liaisons internationales se limitent à la Zambie, l'Ouganda et le Kenya. Plusieurs projets d'extension vers les autres voisins sont à l'étude.

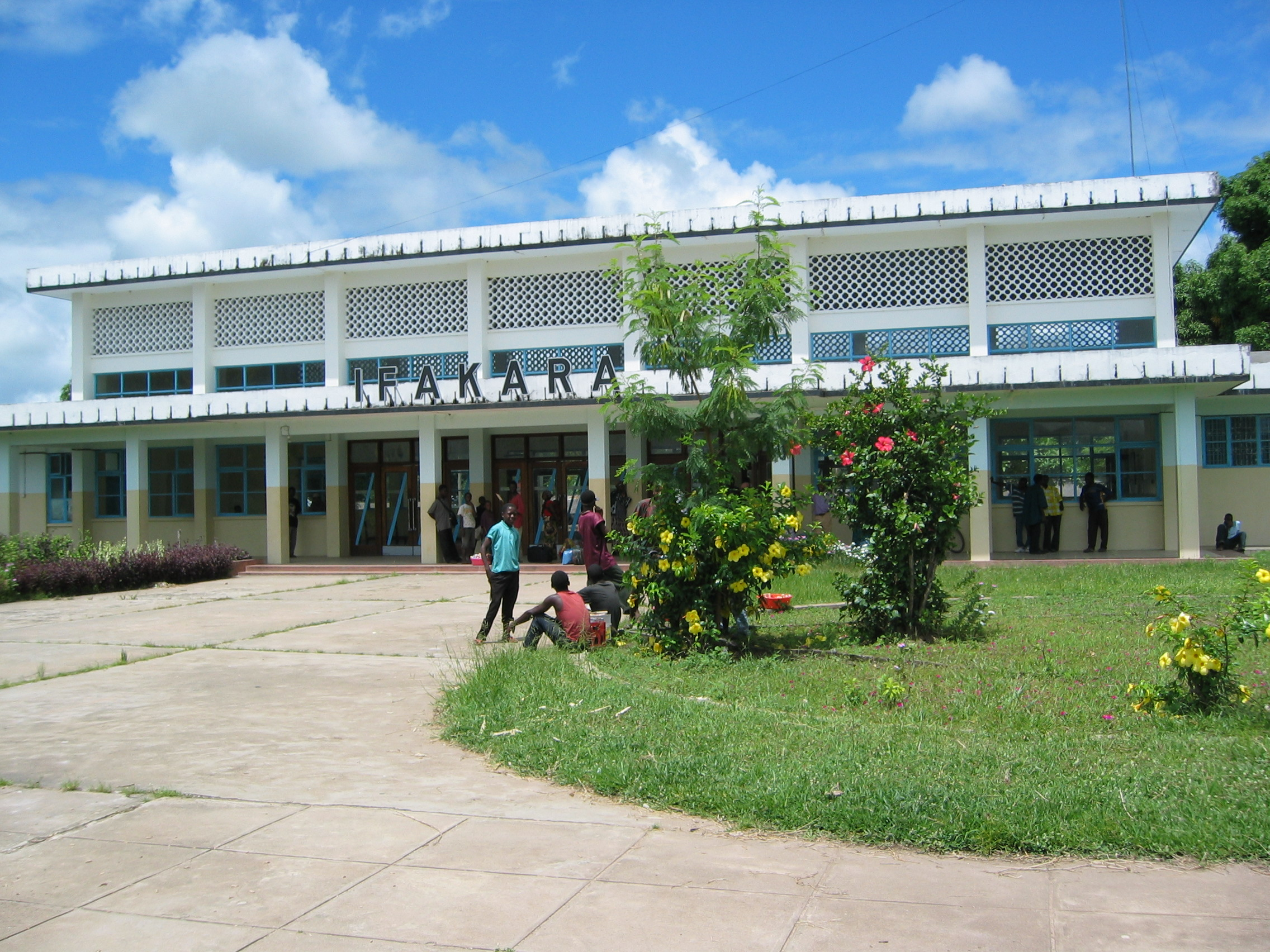
Gare d'Ifakara.

Le pays dispose de deux compagnies indépendantes, la Tanzania Railways Corporation (TRC) et la Tazara. Cette dernière exploite 1 900 km de voies entre Dar es Salam et Kapiri Mposhi, en Zambie. Les deux réseaux ne sont pas connectés pour cause de différence d'écartement des rails, mais un centre de transbordement est en fonctionnement près de Morogoro, permettant ainsi à un même conteneur de voyager jusqu'en Ouganda ou au Kenya depuis l'Afrique du Sud. Cette section était un élément important du projet britannique de chemin de fer Le Cap – Le Caire.
Pour pallier une gestion chaotique et plombée par le manque chronique de moyens, les deux compagnies ferroviaires sont en cours de privatisation.

#### Transports aérien et maritime
Le pays dispose de plusieurs ports sur sa côte orientale et sur les Grands Lacs, mais ces deux régions ne sont pas connectées, le transport fluvial étant inexistant dans le centre. La Tanzanie dispose d'une tradition maritime bien établie, Zanzibar ayant été pendant des siècles le port le plus important de toute la côte africaine de l'océan Indien ; son arrière-pays s'étendait jusqu'au bassin du Congo. Les marchands swahilis utilisaient des dhows pour commercer le long des côtes, tradition encore bien vivante de nos jours.
Les lignes de ferries sur les Grands Lacs sont gérées par les compagnies ferroviaires nationales des États riverains, le lac Victoria profitant du trafic le plus dense. L'activité sur le lac Tanganyika a décliné du fait de la guerre au république démocratique du Congo voisin, mais un solide trafic commercial reste entre les villes de Kigoma, Bujumbura (Burundi) et Mpulungu (Zambie), notamment grâce au MV Liemba, ancien navire de guerre allemand bâti en 1913, coulé en 1916 et renfloué (et en activité) depuis 1927.
La compagnie nationale aérienne, Air Tanzania, relie les principales villes du pays, et de petits opérateurs privés commencent à s'intéresser à certaines de ces lignes intérieures. Les trois aéroports internationaux sont à Dar es Salam, Kilimandjaro (Arusha) et Zanzibar.

### Énergie
La Tanzanie est dotée d'une large variété de sources d'énergie : biomasse, gaz naturel, hydroélectricité, charbon, énergie solaire ou éolienne. Dans les faits, la plupart de ces ressources ne sont pas exploitées, moins de 10 % de la population a accès à l'électricité et, dans les zones rurales, 20 % du temps de travail est consacré quotidiennement à la collecte de bois, qui représente près de 92 % de l'énergie produite. Le reste se répartit entre produits pétroliers (< 7 %) et hydroélectricité (< 2 %). En juin 2025, le Premier ministre Kassim Majaliwa inaugure la première usine moderne de traitement du cuivre du pays. Celle-ci sera exploitée par Minerals Access Systems Tanzania.
La compagnie nationale d'électricité, la Tanzania Electric Supply Company (TANESCO), est responsable de 98 % de l'électricité produite dans le pays, essentiellement par le biais de barrages, notamment ceux de Kihansi et Kidatu, qui à eux deux fournissent près de 40 % du total. Ceux-ci sont touchés par la sécheresse récurrente depuis quelques années, poussant le gouvernement à investir plus lourdement dans des sources alternatives alors que seuls 400 des 3 800 MW d'énergie hydroélectrique théoriquement disponibles sont construits : avec 11 à 13 % de progression annuelle, les besoins en électricité sont réels et croissants.
L'énergie thermique, gérée pour l'essentiel par deux société privée (IPTL et Songas), se base sur du pétrole lourd d'importation et, depuis peu, l'exploitation du gaz issu du gisement de Songo Songo directement connecté à une centrale à turbine à gaz de Dar es Salaam, ville qui consomme près de la moitié de la production nationale d'électricité à elle seule. Mais les capacités se développent : la station d'Ubungo, à Dar es Salaam, consomme près de 300 millions de m3 de gaz de Songo Songo, et il est prévu que la demande pour celui-ci grimpe jusqu'à 900 millions de m3 vers 2010, notamment grâce à l'installation de nouvelles centrales ou la reconversion de centrales au fioul, comme à Mtwara.
De nombreuses villes sont encore dépendantes de générateurs au diesel vieillissants : en 2004, 18 capitales de districts attendaient encore leur raccordement. Une faible quantité d'énergie est importée de la Zambie et de l'Ouganda voisins pour les villes frontalières.
Le pétrole, malgré divers projets d'exploration en cours, est presque entièrement importé : la dernière raffinerie du pays, aux installations obsolètes, a fermé en 2000. L'effort se porte sur le raccordement rapide des zones qui ne le sont pas, de manière à ralentir la déforestation. Dans cette optique de protection, les énergies solaire et éolienne ne sont pas exploitées, et le charbon n'est pas utilisé à la pleine mesure de son potentiel non plus, notamment dans l'industrie.

### Télécommunications
Le pays s'est doté en 2003 d'une nouvelle politique nationale concernant les télécommunications principalement axée sur le développement de ses infrastructures et de la formation de la population dans ce domaine. Visant à coordonner des politiques jusqu'ici erratiques, elle montre combien le pays a parcouru un long chemin depuis la promulgation de l'ordonnance d'interdiction des équipements électroniques et télévisions, en 1974 (en anglais : Prohibition Order on Electronic Computers and Television Sets). Promulguée par le premier président du pays, Julius Nyerere, celle-ci reflétait sa vision selon laquelle la présence de la télévision accroitrait le fossé entre riches et pauvres. La première chaîne privée est finalement lancée en 1994, sept années avant la première émission du service public. Les mesures de libéralisation des ondes (radio et télé) de 2001 ne s'appliquent d'ailleurs pas à Zanzibar, qui ne possède pas de médias privés (ceux du continent restant cependant accessibles). Le manque de professionnels disposant de la formation adaptée fait cependant sentir ses effets, et le gouvernement essaie d'investir plus particulièrement dans ce secteur éducatif (notamment via la création du Mosi Institute of Technology, calqué - modestement - sur le MIT américain).
Les progrès enregistrés depuis le début des années 2000 s'expliquent entre autres par la conjonction de deux facteurs :
- la libéralisation du secteur (postes et télécommunications), qui a permis l'arrivée de nouveaux acteurs, et donc de nouveaux investissements. L'opérateur national (TTCL) a également été partiellement privatisé. Les procédures administratives ont été simplifiées, notamment par la mise en place du Tanzania Investment Centre, un guichet gouvernemental unique ;
- la mise en place d'un cadre réglementaire cohérent, avec deux autorités indépendantes pour les médias et les télécommunications, remplacées en 2005 par la Tanzania Communications Regulatory Authority.

Le paysage des télécoms tanzaniens reste quoi qu'il en soit excessivement déséquilibré, avec l'essentiel des infrastructures et investissements toujours concentrés dans la capitale économique. Le manque de moyens est criant, de même que le manque de personnel qualifié : certaines écoles, afin de familiariser leurs étudiants avec le matériel informatique en dépit de la pénurie, donnent leurs cours sur des ordinateurs en bois ou carton. Quand bien même la loi prévoit la mise en place d'une politique d'accès universel pour le monde rural (80 % de la population), celle-ci est laissée faute de moyens aux bons soins du secteur privé, souvent concentré sur les zones urbaines plus denses.

#### Téléphonie fixe et mobile
La télédensité du pays est faible, avec moins de 15 lignes mobiles pour 100 habitants en 2006, mais reste en progression constante, notamment à Dar-es-Salaam. Le réseau est désormais dans sa grande majorité numérique et la pénétration dans les zones urbaines s'accélère.
En 2005, la partie continentale du pays a modifié son système d'attribution de licences pour copier celui appliqué avec succès par la Malaisie à la fin des années 1990 : d'un système « vertical » (droit d'opérer un réseau de télécoms OU de radiodiffusion et de fournir des services sur celui-ci), on est passé à une approche horizontale (la licence permet de posséder un réseau de télécommunications ET de radiodiffusion, mais une licence distincte est attribuée pour fournir les contenus et services sur ledit réseau). Cette réforme, la première de ce type sur le continent africain, a permis aux investisseurs de se concentrer sur leur métier de base (infrastructures ou services) et sur un maximum de secteurs simultanément. Cette réforme a permis l'augmentation des investissements directs étrangers, et devrait favoriser à terme l'arrivée rapide de services téléphoniques par le biais de la télévision câblée, de la télévision par téléphone, et de l'internet sur tous les médias existants : la Tanzanie est le premier pays africain à s'être adapté au phénomène de convergence des technologies.
La Tanzania Telecommunications Company (TTCL) est le seul fournisseur d'accès fixe sur le continent, son alter ego Zantel, une compagnie privée opérant depuis Zanzibar, visant à prendre pied dans le reste du pays à court terme. La TTCL était en situation de monopole jusqu'à sa privatisation partielle en 2001 : cinq opérateurs mobiles se partagent désormais les licences pour l'ensemble du pays. Conséquence de cette concurrence accrue, les prix des services ont diminué de plus de la moitié en cinq ans. Comme dans la plupart des pays en développement, l'absence d'infrastructures dans un pays à la densité de population faible favorise grandement le développement de la téléphonie mobile : 97 % de la population peut en théorie avoir accès à un réseau mobile.
Aujourd'hui, les opérateurs sont nombreux et la concurrence a permis une démocratisation des offres. Des cartes prépayées sont vendues dans la rue et permettent un accès à de l'internet mobile sur un réseau de bonne qualité, au moins dans les villes. Les tarifs, résultat de la concurrence de la multitude des offres, sont relativement accessible aux Tanzaniens. En 2017, 74 % de la population possède une ligne de téléphonie mobile.
La compagnie de chemins de fer a également déposé une demande de licence pour opérer le long de la ligne Dar es Salaam - Mwanza. Le pays a également été sélectionné pour la mise en route d'un projet-pilote de télécentre à Sengerema (près de Mwanza). Ce projet, mené en coopération avec l'UIT et l'UNESCO (et peut-être la FAO et d'autres acteurs potentiellement intéressés), vise à développer un centre multi-services capable de coordonner les activités commerciales, agricoles et gouvernementales.

#### Internet
Le marché est dominé par trois fournisseurs d'accès qui obtinrent leur licence lors du premier appel d'offres en 1996 : les conditions d'obtention se résument à 100 000 dollars de frais, plus 5 % de redevance sur tous les services à valeur ajoutée. Les trois opérateurs dépendent de capitaux internationaux, avec participation locale dans le cas de Datel (coopération entre Nexus International, entité appartenant à France Télécom, et TTCL). L'université de Dar es Salaam dispose également d'une licence, mais celle-ci (gratuite) est limitée à la communauté universitaire et elle ne peut en faire commerce avec le grand public. Les fournisseurs d'accès devant passer par les bandes satellitaires pour accéder à l'international, la mise en place d'Eassy (pour East African Submarine Cable System), un câble sous-marin de 9 900 km en chantier de fin 2008 à mi 2011, relie la côte est-africaine au reste du monde, et devrait permettre de faire baisser les coûts de connexion.
Les cybercafés sont désormais omniprésents dans les villes du pays, mais les efforts du gouvernement pour développer l'accès de la population à internet ont eu, au moins dans les premiers temps, un impact particulièrement limité : l'utilisation voire la connaissance des réseaux reste marginale limitée essentiellement aux zones à forte concentration urbaine.

## Démographie
La Tanzanie est peuplée de 44 929 002 habitants en décembre 2012. Le taux d'alphabétisation est de 69,4 % pour les personnes de plus de 15 ans.
Sur le continent, 99 % de la population est d'origine africaine (dont 95 % de Bantous répartis en plus de 130 ethnies), le 1 % restant étant représenté par des Asiatiques (260 000), Européens (20 000) et Arabes (70 000). À Zanzibar, la population est constituée d'un mélange plus hétérogène d'Africains et d'Arabes. Il y aurait aussi des métis, descendants d'unions entre Africains et Européens, lors de la colonisation allemande entre 1885 et 1919, et lors du mandat britannique entre 1921 et 1962, dont le nombre est inconnu.
La Tanzanie accueille sur son territoire plus de 500 000 réfugiés provenant principalement du Burundi et de la république démocratique du Congo.

### Santé
Le taux de fécondité est estimé à 5 enfants par femme tandis que le taux de mortalité infantile est de 66,93 pour mille. L'espérance de vie est de 52,85 ans en 2011, environ 14 ans de moins que l'espérance de vie moyenne dans le monde. L'âge moyen total est de 18,5 ans ; il est de 18,7 ans pour les femmes et de 18,2 ans pour les hommes. La croissance démographique annuelle est de 2,5 %.
On relève la présence de plusieurs maladies infectieuses :
- de la dengue ;
- de la fièvre jaune ;
- de la fièvre de la vallée du Rift ;
- du paludisme, maladies dont une forme sévère touche Dar es Salam ;
- du choléra ; il est endémique, en particulier sur l'ile de Zanzibar et à Dar es Salaam, et prend souvent la forme d'une épidémie ;
- de la trypanosomiase (maladie du sommeil) notamment dans les grands parcs animaliers du pays ; la maladie du sommeil reste cependant rare en Tanzanie ;
- du sida en particulier (8,8 % soit 1,6 million de personnes, ce qui place le pays au 12e rang mondial).

### Enseignement

#### À l'époque coloniale
L'arrivée de l’enseignement en Tanzanie remonte à l'introduction de l'islam à partir du VIIIe siècle avec l'introduction des écoles coraniques dans les régions côtières. À partir des années 1860-1870, la colonisation a entraîné l'apparition de la scolarisation sur un modèle occidental, l'Allemagne étant la puissance colonisatrice. Sa politique d'enseignement est calquée sur ce qu'on appelle l'assimilationnisme.[réf. nécessaire] L’enseignement avant 1914 est essentiellement le fait des missionnaires de plusieurs nationalités (allemands, français, britanniques…) qui interviennent en Tanzanie. Il y avait en 1914 mille écoles missionnaires enseignant à un total de 108 500 élèves, ce qui représentait 95 % de la population scolaire, les 5 % restant étant à l'actif des écoles ouvertes par l'administration coloniale elle-même. Pendant la période coloniale britannique, à partir de 1919, la politique d'éducation gouvernementale est plus affirmée, notamment en direction des filles. Toutefois, le système éducatif est basé sur le différentialisme. Cette façon d'enseigner a profondément marqué le modèle éducatif tanzanien. Peu avant l'Indépendance, le système scolaire est en effet caractérisé par une forte ségrégation des Européens, des Asiatiques (principalement venus d'Inde) et des Africains, au détriment de ces derniers.
Quoi qu'il en soit, les deux puissances colonisatrices n'ont jamais considéré l’enseignement en Tanzanie comme un souci majeur, un point important de leur politique coloniale. Cela a eu une importante conséquence à l’issue de l'indépendance, avec un système éducatif très peu rodé et fragile.

#### Avec l'indépendance
Avec l'arrivée de l'indépendance, et Julius Nyerere au pouvoir, le problème de la discrimination raciale au sein de l’enseignement devient une priorité absolue pour le premier président tanzanien. C'est une volonté de changement radical qui apparait, avec la politique éducative pour l'autosuffisance mise en place à la fin des années 1960.
Avec Nyerere au pouvoir, l’enseignement prend une nouvelle forme. Sa vision de l’enseignement crée des désaccords, certains y voyant quelque chose de novateur, d'autres la continuité d'un enseignement pour colonie. Cet enseignement s’appelle en anglais Education for Self-reliance, abrégé en ESR.
Il est considéré par les dirigeants (à l’instar de nombreux pays africains) comme un moteur du développement mais aussi, et surtout, comme un moyen de construire un certain type de société. Cependant, l’éducation nationale n’a pas permis de constituer le type de société escompté, ceci partiellement en raison de la crise économique des années 1980. Cette crise provoque l’intervention du FMI dans le pays, à la demande du président A.H. Mwinyi, FMI qui examine la structure des institutions éducatives et qui remanie le système moyennant certains plans d'ajustement structurel. Le ministère de l'Éducation nationale voit son budget restreint, ce qui limite encore le champ et la liberté d'action des politiques tanzaniennes en matière d'éducation.
L'alphabétisation recense en Tanzanie tout individu de plus de 15 ans capable de lire et écrire le swahili, l'anglais ou encore l'arabe. Le taux d’alphabétisation est de 69,4 % pour la population en 2011, soit 77,5 % pour les hommes et 62,2 % pour les femmes. La Tanzanie est au 167e rang mondial en matière d'alphabétisation.
Les dépenses pour l'éducation étaient de 6,8 % du PIB en 2008.
La scolarité apparaît privilégier les hommes.

### Langues
Le swahili et l’anglais sont les deux langues officielles en Tanzanie. Toutefois, on compte plus de 120 autres langues et dialectes dans ce pays. Comme la Tanzanie abrite plus de 100 tribus, chacune d’entre elles apprend d’abord sa langue tribale. Ce n’est que plus tard, lorsque les locaux vont à l’école, qu’ils apprennent le swahili (au primaire) et l’anglais (au secondaire).

## Boissons locales
- Thé, café
- Bières typiques de ce pays : la Safari et la Kilimandjaro[32]
- Bière de banane
- Alcool de contrebande

## Culture

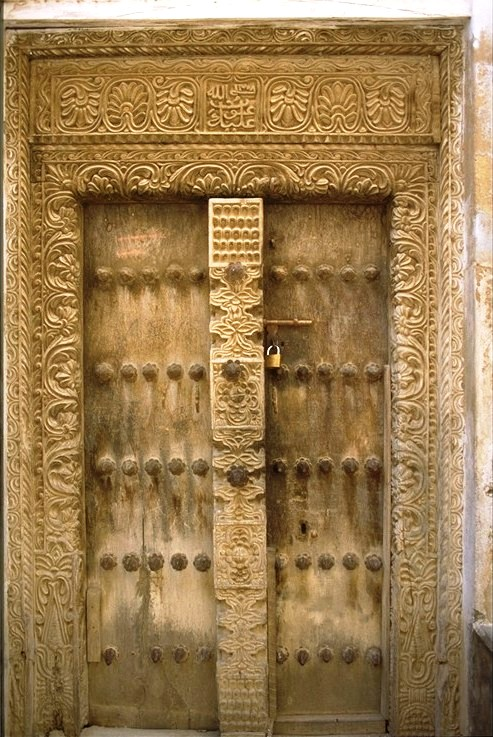
Porte sculptée à Zanzibar.

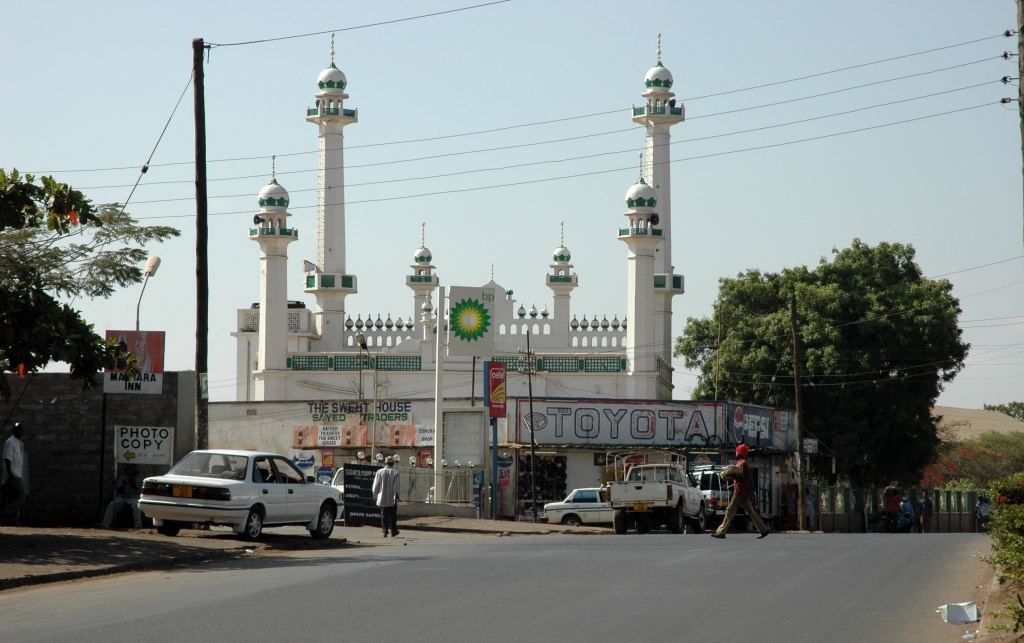
Mosquée de Moshi.

La Tanzanie est largement influencée par la culture swahilie de Zanzibar. D'une manière plus générale, l'ensemble du pays conserve les traces de la présence arabe, qui s'est diffusée le long des routes des caravanes entre la côte et les actuels pays des grands lacs dès la fin du XIXe siècle. Cette influence se repère dans différents aspects culturels, comme l'architecture, les vêtements, et surtout la religion (un tiers environ de la population est de confession musulmane, les deux autres étant chrétien et animiste). Depuis l'introduction du libéralisme économique au milieu des années 1980 et de la démocratisation de la vie politique dans les années 1990, les grandes villes sont également soumises à une occidentalisation relative, très visible dans les choix vestimentaires et les goûts musicaux.
Les deux langues officielles sont le kiswahili ou swahili (appelé Kiunguja à Zanzibar) et l'anglais mais il existe d'autres langues véhiculaires comme l'arabe ou le gujarati, cette dernière parlée par des communautés originaires du sous-continent indien. Le pays compte plus de 120 groupes ethniques, chacun ayant conservé sa langue. On note toutefois que l'influence du kiswahili a contribué à un affaiblissement du poids des langues locales. Ce fait est surtout notable en milieu urbain, où l'on assiste à la naissance de la première génération de Tanzaniens ne maitrisant qu'une des langues de leur pays, le kiswahili. 35 % des Tanzaniens ont l'anglais en seconde langue, ou ont des notions d'anglais en 2012 (locuteurs dits « partiels »)[réf. souhaitée].
De nombreuses femmes sont mères au foyer. Beaucoup contribuent toutefois aux revenus du ménage par des travaux informels, comme vendeuses de repas dans la rue (mama ntilie en kiswahili).
| Date        | Nom français                      | Nom local               | Remarques                                                                |
| ----------- | --------------------------------- | ----------------------- | ------------------------------------------------------------------------ |
| 1er janvier | Jour de l'An                      | New Year's day          |                                                                          |
| 12 janvier  | Jour de la révolution de Zanzibar | Zanzibar revolution day |                                                                          |
| 26 février  | Jour du prophète                  | prophet's day           |                                                                          |
|             | Vendredi saint                    | Good Friday             |                                                                          |
|             | Dimanche de Pâques                | Easter                  |                                                                          |
|             | Lundi de Pâques                   | Easter Monday           |                                                                          |
| 7 avril     | Fête des Héros                    | Heroes day              | Zanzibar seulement                                                       |
| 26 avril    | Jour de l'Union                   | Union day               | Date anniversaire de l'union entre le Tanganyika et Zanzibar             |
| 1er mai     | Fête du travail                   | Labor day               |                                                                          |
| 7 juillet   | Saba saba                         | Saba saba day           | célèbre la fondation de la Tanganyika African National Union en 1954     |
| 8 août      | Nane nane                         | Nane nane day           | Fête des paysans                                                         |
|             | Fin du Ramadan                    | Eid-El-Fitril           | Fin du Ramadan                                                           |
| 14 octobre  | Fête de Nyerere                   | Nyerere day             | commémore le jour de la mort de Julius Nyerere                           |
|             | Fête du sacrifice                 | Eid-El-Haji             |                                                                          |
| 9 décembre  | Fête de l'Indépendance            | Independance day        | Fête Nationale célébrant l'indépendance du Tanganyika le 9 décembre 1961 |
| 25 décembre | Jour de Noël                      | Christmas day           |                                                                          |
| 26 décembre | Après Noël                        | Boxing day              |                                                                          |

## Religion
Les chiffres disponibles sont les suivants :
- Selon le Quai d'Orsay, les principales religions de Tanzanie sont l’animisme (35 %), l'islam (35 %) et le christianisme (30 %) selon France Diplomatie[33].
- Selon la CIA et le Département d'État des États-Unis, l’animisme (religion populaire) est de 1,8 % et le christianisme de 61 ou 62 %[23],[34].
- Selon le Pew Research Center, en 2010, le christianisme représentait 60 % de la population, l'islam 36 % et les religions traditionnelles 2 %[35].

Au sein du christianisme, le Pew Reserch Center estime la part du catholicisme à 54 % et celle du protestantisme à 46 %. La présence importante de luthériens dans la communauté protestante est un héritage de la colonisation allemande. Les catholiques sont aussi en grande partie issus des missions catholiques allemandes (dont bavaroises) pendant la colonisation allemande du pays. L'Église évangélique luthérienne en Tanzanie regroupe 7,6 millions de fidèles, soit 13 % de la population. Suivent les pentecôtistes et les anglicans, chacun crédités de près de 6 millions de membres, soit environ 10 % de la population chaque, le reste étant réparti entre diverses petites églises. Le fort développement des Églises pentecôtistes est un fait récent.
L'islam tanzanien est essentiellement sunnite (environ 53 %), secondairement chiite (26 %) et ahmadiyya (20 %). La répartition des musulmans sur le territoire est inégale : la population de Zanzibar est à 98 % ou 99 % musulmane. Les musulmans du groupe ahmadiyya progressent beaucoup depuis 1950.

## Réserves animalières et parcs
Entre montagnes, étendues de savanes, rivières et océan, la Tanzanie compte quelques-uns des plus beaux paysages d’Afrique.
Liste non exhaustive :
- Réserve de gibier de Sélous
- Parc national du Serengeti
- Parc national d'Arusha
- Parc national de Ruaha
- Parc national du lac Manyara
- Parc national du Kilimandjaro
- Parc national Jozani Chwaka Bay - Zanzibar (archipel)

### Filmographie
- (en) These hands de Flora  M'Mbugu-Schelling, 2008, 46 min
- (es) Al otro lado del Tanganika, 2006 : documentaire espagnol
- Au pays des dhows de Serge Montagnan et Emmanuel Pons, université de La Réunion, 2006, 21 min
- Le Cauchemar de Darwin de Hubert Sauper, Ad Vitam et MK2, 2008, 138 min